# Avenida Germán Aguirre
La avenida Germán Aguirre es una avenida del distrito de San Martín de Porres en la ciudad de Lima, capital del Perú. Su nombre es en homenaje al empresario peruano, Germán Aguirre Ugarte.

## Recorrido
Desde el este, inicia su recorrido en la intersección de las avenidas Tomás Valle y Beta, siguiendo el trazado de esta última. Al atravesar la avenida Juvenal Villaverde, se encuentran la urbanización San Germán. Al cruzar la avenida Universitaria, se hallan las urbanizaciones Amakella y El Rosario. Finalmente, acaba su recorrido al oeste interceptando a la avenida 12 de octubre o Próceres.